# Asystasia indica
Asystasia indica là một loài thực vật có hoa trong họ Ô rô. Loài này được H.J.Chowdhery & Av.Bhattacharjee mô tả khoa học đầu tiên năm 2006.